# Romeo Sisti
Romeo Sisti (Ancona, 9 de febrero de 1902-Ancona, 13 de octubre de 1971) fue un deportista italiano que compitió en remo. Ganó dos medallas en el Campeonato Europeo de Remo, oro en 1929 y plata en 1931.

## Palmarés internacional
| Campeonato Europeo | Campeonato Europeo  | Campeonato Europeo | Campeonato Europeo |
| Año                | Lugar               | Medalla            | Prueba             |
| ------------------ | ------------------- | ------------------ | ------------------ |
| 1929               | Bydgoszcz (Polonia) | Medalla de oro     | Dos sin timonel    |
| 1931               | París (Francia)     | Medalla de plata   | Dos con timonel    |